# Rouperroux-le-Coquet
Rouperroux-le-Coquet és un municipi francès situat al departament del Sarthe i a la regió de País del Loira. L'any 2007 tenia 325 habitants.

## Demografia

### Població
El 2007 la població de fet de Rouperroux-le-Coquet era de 325 persones. Hi havia 120 famílies de les quals 24 eren unipersonals (12 homes vivint sols i 12 dones vivint soles), 52 parelles sense fills, 40 parelles amb fills i 4 famílies monoparentals amb fills.
La població ha evolucionat segons el següent gràfic:
Habitants censats

### Habitatges
El 2007 hi havia 146 habitatges, 117 eren l'habitatge principal de la família, 22 eren segones residències i 7 estaven desocupats. 144 eren cases i 1 era un apartament. Dels 117 habitatges principals, 92 estaven ocupats pels seus propietaris, 24 estaven llogats i ocupats pels llogaters i 1 estava cedit a títol gratuït; 1 tenia una cambra, 12 en tenien dues, 17 en tenien tres, 29 en tenien quatre i 58 en tenien cinc o més. 99 habitatges disposaven pel capbaix d'una plaça de pàrquing. A 42 habitatges hi havia un automòbil i a 61 n'hi havia dos o més.

### Piràmide de població
La piràmide de població per edats i sexe el 2009 era:
| Homes | Edats   | Dones |
| ----- | ------- | ----- |
| 0     | 95 o +  | 0     |
| 0     | 90 a 94 | 4     |
| 0     | 85 a 89 | 0     |
| 0     | 80 a 84 | 0     |
| 0     | 75 a 79 | 0     |
| 0     | 70 a 74 | 4     |
| 0     | 65 a 69 | 8     |
| 12    | 60 a 64 | 4     |
| 0     | 55 a 59 | 8     |
| 12    | 50 a 54 | 8     |
| 12    | 45 a 49 | 12    |
| 20    | 40 a 44 | 4     |
| 20    | 35 a 39 | 16    |
| 4     | 30 a 34 | 12    |
| 8     | 25 a 29 | 4     |
| 0     | 20 a 24 | 0     |
| 4     | 15 a 19 | 4     |
| 20    | 10 a 14 | 8     |
| 16    | 5 a 9   | 8     |
| 0     | 0 a 4   | 16    |

## Economia
El 2007 la població en edat de treballar era de 222 persones, 161 eren actives i 61 eren inactives. De les 161 persones actives 140 estaven ocupades (83 homes i 57 dones) i 21 estaven aturades (12 homes i 9 dones). De les 61 persones inactives 20 estaven jubilades, 19 estaven estudiant i 22 estaven classificades com a «altres inactius».

### Ingressos
El 2009 a Rouperroux-le-Coquet hi havia 114 unitats fiscals que integraven 308,5 persones, la mediana anual d'ingressos fiscals per persona era de 14.266 €.

### Activitats econòmiques
Dels 17 establiments que hi havia el 2007, 7 eren d'empreses de construcció, 2 d'empreses de comerç i reparació d'automòbils, 3 d'empreses d'hostatgeria i restauració, 4 d'empreses de serveis i 1 d'una empresa classificada com a «altres activitats de serveis».
Dels 8 establiments de servei als particulars que hi havia el 2009, 2 eren paletes, 1 fusteria, 1 electricista, 1 empresa de construcció, 2 perruqueries i 1 restaurant.
L'any 2000 a Rouperroux-le-Coquet hi havia 18 explotacions agrícoles que ocupaven un total de 1.204 hectàrees.

## Poblacions més properes
El següent diagrama mostra les poblacions més properes.